# 飛騨ほおのき平スキー場
飛騨ほおのき平スキー場（ひだほおのきだいらスキーじょう）は、岐阜県高山市丹生川町久手にあるスキー場である。

## 歴史
- 1971年（昭和46年）12月：スキー場開設[4]。
- 1991年（平成3年）2月：スキー場併設の「ジョイフル朴の木」がオープン[5]。

## ゲレンデ
ゲレンデは17コースが開設されている。
上級者向け
- かもしかコース
- アルペンコース
- スラロームコース
- マウントコース - 最大42度の斜度[1]。
- チャンピオンコース
- チャレンジコース

中級者向け
- パウダーコース
- 白樺コース
- ダウンヒルコース
- 蛇堀コース
- デコルテコース
- ポールコース

初級者向け
- パノラマコース
- エアターンコース
- じゃぽるてコース
- 朴の木山コース
- 初心者ゲレンデ

## リフト
リフトは4本が運用されている（2023年時点）。
- 第1ペアリフト
- 第3クワッドリフト
- 第5ペアリフト
- 第7ペアパラレルリフトA線[2]

## その他施設
- レストハウス[1]
- スキーセンター[1]
- ジョイフル朴の木（宿泊施設）[5] - 飛騨にゅうかわ温泉「宿儺の湯」（すくなのゆ、日帰り入浴施設）を併設[1]。
- 駐車場（1500台、無料）[1]

## アクセス
自動車
- 中部縦貫自動車道（高山清見道路）高山ICより約45分。

公共交通機関（路線バス）
- 東海旅客鉄道（JR東海）高山本線 高山駅（高山濃飛バスセンター）より濃飛バス「新穂高ロープウェイ」行きで「ほうのき平」バス停（H32）下車[6]。

## その他
- スキー場の近隣を中部縦貫自動車道が通過する計画が立てられたため、地元からインターチェンジ設置の要望を行っていた。こうした活動が実り、2023年にスキー場近隣にインターチェンジ設置の検討が行われることが決まった[7]。なお、自動車道の工事着手、完成時期は未定。